# Богданівка (Тульчинський район)
Богдані́вка (колишня назва — Калініне) — село в Україні, у Тульчинській міській громаді Тульчинського району Вінницької області, 2 км від станції Улянівка. Населення становить 1023 особи.

## Географія
Селом протікає річка Шамотина, права притока Сільниці.

## Історія
Станом на 1885 рік у колишньому власницькому селі Клебанської волості Брацлавського повіту Подільської губернії мешкало 1100 осіб, налічувалось 138 дворових господарств, існували православна церква, школа, постоялий будинок і лавка.
1892 в селі існувало 225 дворових господарств, проживало 1299 мешканців.
За переписом 1897 року кількість мешканців зросла до 1511 особи (773 чоловічої статі та 738 — жіночої), з яких 1476 — православної віри.
7 (20) листопада 1917 року, відповідно до Третього Універсалу Української Центральної Ради, увійшло до складу Української Народної Республіки.
12 червня 2020 року, відповідно до Розпорядження Кабінету Міністрів України від  № 707-р «Про визначення адміністративних центрів та затвердження територій територіальних громад Вінницької області», увійшло до складу Тульчинської міської громади.
19 липня 2020 року, в результаті адміністративно-територіальної реформи та ліквідації Тульчинського району, село увійшло до складу новоутвореного Тульчинського району.

## Видатні уродженці
- Каракой Тихін Кирилович — Герой Соціалістичної Праці.